# Armorial des maréchaux de France
Cette page recense, par règne ou mandat politique, les personnalités élevées à la dignité de maréchal de France, grand office de la couronne de France, leur portrait et leurs armoiries.

## LesCapétiens directs

### Six maréchaux sousPhilippe II Auguste, de 1180 à 1223
| Nom                                                                                       | Date de nomination | Portrait | Armoiries | Blasonnement                                                                               |
| ----------------------------------------------------------------------------------------- | ------------------ | -------- | --------- | ------------------------------------------------------------------------------------------ |
| Albéric Clément, premier maréchal de France (? † 1191)                                    | 1190               |          |           | D'azur à la croix recercelée d'argent ; à la cotice de gueules brochante.                  |
| Henry Ier Clément, dit le « Petit maréchal », seigneur du Mez et d'Argentan (1170 † 1214) | 1191               |          |           | D'azur à la croix recercelée d'argent ; à la cotice de gueules brochante.                  |
| Guillaume de Bournel (? † 1195)                                                           | 1192               |          |           |                                                                                            |
| Nivelon d'Arras (? † 1204)                                                                | 1202               |          |           | Couleurs inconnues : Trois lions deux et un en pointe.                                     |
| Jean III Clément, seigneur du Mez et d'Argentan (? † 1262)                                | 1214               |          |           | D'azur à la croix recercelée d'argent ; à la cotice de gueules brochante.                  |
| Guillaume de La Tournelle (? † ?)                                                         | 1220               |          |           | D'azur à la croix recercelée d'argent ; à la cotice de gueules brochante.[réf. nécessaire] |

### Huit maréchaux sousLouis IX, saint Louis, de 1226 à 1270
| Nom                                                                       | Date de nomination | Portrait | Armoiries | Blasonnement |
| ------------------------------------------------------------------------- | ------------------ | -------- | --------- | --- |
| Ferry Pasté, seigneur de Challeranges (? † 1247)                          | 1240               |          |           | D'hermine à trois chevrons de gueules. |
| Jean Guillaume de Beaumont (? † 1257)                                     | 1250               |          |           | Gironné d'argent et de gueules. |
| Gauthier III, seigneur de Nemours (? † 1270)                              | 1257               |          |           | De sinople à trois jumelles d'argent. |
| Henri II Clément, seigneur du Mez et d'Argentan (? † 1265)                | 1262               |          |           | D'azur à la croix recercelée d'argent ; à la cotice de gueules brochante. |
| Héric de Beaujeu, seigneur d'Herment (? † 1270)                           | 1265               |          |           | D'or billeté de sable, au lion du second armée et lampassé de gueules, le tout dans une bordure engrêlée du même. |
| Renaud de Précigny, seigneur de Marans, Aurouer, Bridoré, etc. (? † 1270) | 1265               |          |           | Selon le rôle d'armes Bigot : Contre-fascé d'or et d'azur, au chef palé du second et du premier, chargé à dextre d'un canton tranché du premier et du second, et à senestre d'un canton taillé du second et du premier, à un écusson d'argent, pendant du chef, brochant en cœur. |
| Raoul II Sores, seigneur d'Estrée (? † 1282)                              | 1270               |          |           | D'argent, à une quintefeuille de gueules, acc. d'une orle de huit merlettes du même., |
| Lancelot de Saint-Maard (? † 1282)                                        | 1270               |          |           | De sable à une bande de fusées d'argent. |

### Quatre maréchaux sousPhilippe III le Hardi, de 1270 à 1285
| Nom                                                                     | Date de nomination | Portrait | Armoiries | Blasonnement                                    |
| ----------------------------------------------------------------------- | ------------------ | -------- | --------- | ----------------------------------------------- |
| Ferry de Verneuil (? † 1283)                                            | 1272               |          |           | Blason inconnu                                  |
| Guillaume V du Bec Crespin (? † 1283)                                   | 1283               |          |           | Fuselé d'argent et de gueules.                  |
| Jean II le Preux, vicomte de Châtellerault, sire d'Harcourt, (? † 1302) | 1283               |          |           | De gueules à deux fasces d'or.                  |
| Raoul V Le Flamenc, (? † 1287)                                          | 1285               |          |           | De sable à dix losanges d'argent, 3, 3, 3 et 1. |

### Six maréchaux sousPhilippe IV le Bel, de 1285 à 1314
| Nom                                                           | Date de nomination | Portrait | Armoiries | Blasonnement |
| ------------------------------------------------------------- | ------------------ | -------- | --------- | --- |
| Jean Ier, sire de Varennes (? † 1292)                         | 1288               |          |           | Blason inconnu |
| Simon de Melun, sire de la Loupe et de Marcheville (? † 1302) | 1290               |          |           | D'azur à sept besants d'or, 3, 3, 1 ; au chef de gueules chargé de trois merlettes de gueules. |
| Guy Ier de Clermont de Nesle (? † 1302)                       | 1292               |          |           | Ecartelé : aux I et IV, de gueules semés de trèfles d'or, à deux bars adossés de même (Clermont-en-Beauvaisis) ; aux II et III, bandé d'or et de gueules ; au franc-quartier d'or chargé d'une croix de gueules cantonnée de seize alérions d'azur, le franc-quartier lui-même cantonné d'un franc-quartier d'argent à une molette de sable. |
| Foulques du Merle, dit Foucaud (? † 1314)                     | 1302               |          |           | De gueules, à trois quintefeuilles d'argent, posés 2 & 1. |
| Miles X de Noyers (? † 1350)                                  | 1302               |          | Noyers    | D'azur à l'aigle d'or. |
| Jean de Corbeil, seigneur de Grez (? † 1318)                  | 1308               |          |           | D'or, au dragon volant de sinople, lampassé de gueules. |

### Un maréchal sousLouis X le Hutin, de 1314 à 1316
| Nom                                           | Date de nomination | Portrait | Armoiries | Blasonnement                |
| --------------------------------------------- | ------------------ | -------- | --------- | --------------------------- |
| Jean IV de Beaumont, dit le Déramé (? † 1318) | 1315               |          | gironné   | Gironné d'or et de gueules. |

### Trois maréchaux sousPhilippe V le Long, de 1316 à 1322
| Nom                                        | Date de nomination | Portrait | Armoiries | Blasonnement                                                                      |
| ------------------------------------------ | ------------------ | -------- | --------- | --------------------------------------------------------------------------------- |
| Mathieu III de Trie (? † 1344)             | 1318               |          |           | D'or à la bande d'azur.                                                           |
| Jean II des Barres (? † 1324 ?)            | 1318               |          |           | Losangé au lambel de trois pendants.                                              |
| Bernard VI, seigneur de Moreuil (? † 1350) | 1322               |          |           | D'azur semé de fleurs de lys d'or au lion naissant d'argent brochant sur le tout. |

### Un maréchal sousCharles IV le Bel, de 1322 à 1328
| Nom                                                                                 | Date de nomination | Portrait | Armoiries | Blasonnement                                         |
| ----------------------------------------------------------------------------------- | ------------------ | -------- | --------- | ---------------------------------------------------- |
| Robert VIII Bertrand, baron de Bricquebec, vicomte de Roncheville (° 1285 - † 1348) | 1325               |          |           | D'or au lion de sinople armé et lampassé de gueules. |

## Les Valois

### Cinq maréchaux sousPhilippe VI de Valois, de 1328 à 1350
| Nom                                                               | Date de nomination | Portrait | Armoiries | Blasonnement                                                                                  |
| ----------------------------------------------------------------- | ------------------ | -------- | --------- | --------------------------------------------------------------------------------------------- |
| Anseau, sire de Joinville (° 1265 - † 1343)                       | 1339               |          |           | D'azur à trois broyes d'or ; au chef d'argent chargé d'un lion issant de gueules.             |
| Charles Ier, baron de Montmorency (° 1307 - † 1381)               | 1344               |          |           | D'or à la croix de gueules cantonnée de seize alérions d'azur ordonnés 2 et 2.                |
| Robert de Waurin, seigneur de Saint-Venant ( † 1360)              | 1344               |          |           | D'azur, à l'écusson d'argent, au lambel de gueules, brochant sur-le-tout.                     |
| Guy II de Nesle, seigneur de Mello et d'Offemont ( † 1352)        | 1345               |          |           | De gueules, semé de trèfles d'or, à deux bars adossés du même, brochants sur-le-tout.         |
| Édouard Ier de Beaujeu, seigneur de Châteauneuf (° 1316 - † 1351) | 1347               |          |           | D'or, au lion de sable, armé et lampassé de gueules, au lambel du même, brochant sur-le-tout. |

### Quatre maréchaux sousJean II le Bon, de 1350 à 1364
| Nom                                                                        | Date de nomination | Portrait | Armoiries | Blasonnement                                                                                           |
| -------------------------------------------------------------------------- | ------------------ | -------- | --------- | --- |
| Arnoul d'Audrehem, sire d'Audeneham ( † 1370)                              | 1351               |          |           | Bandé d'azur et d'argent, à la bordure de gueules.                                                     |
| Rogues, seigneur d'Hangest et d’Avesnecourt ( † 1352)                      | 1352               |          |           | D'argent à la croix de gueules chargée de cinq coquilles d'or.                                         |
| Jean de Clermont, seigneur de Chantilly et de Beaumont ( † 1356)           | 1352               |          |           | De gueules, semé de trèfles d'or, à deux bars adossés du même brochants sur le tout, au lambel d'azur. |
| Jean Ier Le Meingre dit « Boucicaut », surnommé Le Brave (° 1310 - † 1367) | 1356               |          |           | D'argent, à l'aigle bicéphale de gueules, becquée, languée et membrée d'azur.                          |

### Deux maréchaux sousCharles V le Sage, de 1364 à 1380
| Nom                                                 | Date de nomination                | Portrait | Armoiries | Blasonnement |
| --------------------------------------------------- | --------------------------------- | -------- | --------- | --- |
| Jean IV de Mauquenchy, sire de Blainville ( † 1391) | 1368                              |          |           | D'azur, semé de croisettes recroisetées d'or, à la croix d'argent, brochante sur-le-tout.                                             |
| Louis, comte de Sancerre (° 1342 - † 1402)          | 1368, Connétable de France (1397) |          |           | D'azur, à la bande d'argent, cotoyée de deux cotices d'or, potencées et contre-potencées, au lambel de gueules, brochant sur le tout. |

### Neuf maréchaux sousCharles VI, le Bien-Aimé, de 1380 à 1422
| Nom                                                                               | Date de nomination | Portrait | Armoiries | Blasonnement |
| --------------------------------------------------------------------------------- | ------------------ | -------- | --------- | --- |
| Jean II Le Meingre dit « Boucicaut » (° 1366 - † 1421)                            | 1391               |          |           | Parti : au premier mi-parti de Boucicaut, au second de Turenne.                                                                      |
| Jean II, seigneur de Rieux, de Rochefort et Baron d'Ancenis (° 1342 - † 1417)     | 1397               |          |           | D'azur à dix besants d'or posés 4, 3, 2, 1.                                                                                          |
| Pierre de Rieux, seigneur de Rochefort, d'Assérac, et de Derval (° 1389 - † 1439) | 1417               |          |           | D'azur, à dix besants d'or, 3, 3, 3 et 1.                                                                                            |
| Claude de Beauvoir, seigneur de Chastellux et vicomte d'Avallon (° 1385 - † 1453) | 1418               |          |           | D'azur, à la bande d'or, acc. de sept billettes du même, trois de chaque côté de la bande et la septième au canton senestre du chef. |
| Jean de Villiers, seigneur de L'Isle-Adam (° 1384 - † 1437)                       | 1418               |          |           | D’or au chef d’azur chargé d’un dextrochère d’hermine, vêtu d’un manipule du même brochant sur le tout.                              |
| Jacques, seigneur de Montberon en Angoumois ( † 1422)                             | 1418               |          |           | Écartelé: aux 1 et 4, burelé d'argent et d'azur; aux 2 et 3, de gueules plein.                                                       |
| Gilbert III Motier, seigneur de La Fayette (° 1396 - † 1464)                      | 1421               |          |           | De gueules à la bande d’or et à la bordure de vair.                                                                                  |
| Antoine de Vergy, comte de Dammartin ( † 1439)                                    | 1422               |          |           | De gueules à trois quintefeuilles d'or ; à la bordure d'argent.                                                                      |
| Jean de La Baume, comte de Montrevel ( † 1435)                                    | 1422               |          |           | D'or, à la bande vivrée d'azur. |

### Six maréchaux sousCharles VII, de 1422 à 1461
| Nom                                                                                                | Date de nomination | Portrait | Armoiries | Blasonnement |
| -------------------------------------------------------------------------------------------------- | ------------------ | -------- | --------- | --- |
| Amaury de Séverac, seigneur de Séverac, Beaucaire et de Chaudes-Aigues ( † 1427)                   | 1423               |          |           | D'argent à quatre pals de gueules.. |
| Jean de Brosse, baron de Boussac et de Sainte-Sévère (° 1375 - † 1433)                             | 1426               |          |           | D'azur, à trois brosses d'or, liées de gueules., |
| Gilles de Laval-Montmorency, baron de Rais, seigneur d'Ingrandes et de Champtocé (° 1404 - † 1440) | 1429               |          |           | D'or à la croix de sable (Rais) à l'orle de France, d'azur semé de fleurs de lis d'or (depuis septembre 1429). |
| André, seigneur de Lohéac et baron de Rais (° 1408 - † 1486)                                       | 1439               |          |           | D'or à la croix de gueules chargée de cinq coquilles d'argent et cantonnée de seize alérions d'azur ordonnés 2 et 2 ; au lambel brochant en chef d'argent à trois pendants chargés chacun de deux mouchetures d'hermine. |
| Philippe de Culant, seigneur de Jalognes, de la Croisette, de Saint-Armand et de Chalais ( † 1454) | 1441               |          |           | D'azur semé d'étoiles d'or au lion du même brochant. |
| Jean, « dit Poton », seigneur de Xaintrailles, sénéchal de Limousin (° 1390 - † 1461)              | 1454               |          |           | Écartelé, aux 1 et 4 de gueules au lion d'argent armé et lampassé de sable, aux 2 et 3 d'argent à la croix de gueules.                                                                                                   |

### Quatre maréchaux sousLouis XI, de 1461 à 1483
| Nom | Date de nomination | Portrait | Armoiries | Blasonnement |
| --- | ------------------ | -------- | --------- | --- |
| Joachim Rouhault de Gamaches, seigneur de Boismenard ( † 1478)                                          | 1461               |          |           | De sable, à deux léopards couronnés d'or, l'un sur l'autre. |
| Jean de Lescun, dit « le Bâtard d'Armagnac », comte de Comminges ( † 1473)                              | 1461               |          |           | Écartelé : aux I et IV, contre-écartelé aux 1 et 4 d'argent au lion de gueules (Armagnac), aux 2 et 3 de gueules au lion léopardé d'or (Rodez) ; au II et III d'argent à la croix pattée de gueules (Comminges), sur le tout, tranché de sable., |
| Wolfart VI van Borselleen, comte de Buchan et de Grandpré, seigneur de Vère, Flessingue, etc. ( † 1487) | 1464               |          |           | De sable à la fasce d'argent. |
| Pierre de Rohan, seigneur de Gié, comte de Guise (° 1450 - † 1514)                                      | 1476               |          |           | Écartelé en 1 et 4 contre-écartelé de Navarre et d'Évreux, en 2 et 3 de de Rohan, sur le tout de Visconti. |

### Deux maréchaux sousCharles VIII, de 1483 à 1498
| Nom                                                 | Date de nomination | Portrait | Armoiries | Blasonnement                                                  |
| --------------------------------------------------- | ------------------ | -------- | --------- | ------------------------------------------------------------- |
| Philippe de Crèvecœur d'Esquerdes (° 1418 - † 1494) | 1486               |          |           | De gueules aux trois chevron d’or.                            |
| Jean de Baudricourt ( † 1499)                       | 1486               |          |           | D’or au lion de sable, couronné, lampassé et armé de gueules. |

## Les Valois Orléans

### Quatre maréchaux sousLouis XII, de 1498 à 1515
| Nom | Date de nomination | Portrait | Armoiries | Blasonnement |
| --- | ------------------ | -------- | --------- | --- |
| Jacques de Trivulce, marquis de Vigevano (° 1448 - † 1518)                                                | 1499               |          |           | Pâlé d'or et de sinople. |
| Charles II d'Amboise de Chaumont, seigneur de Chaumont, de Meillan et de Charenton (° 1473 - † 1511)      | 1506               |          |           | Palé d'or et de gueules., |
| Odet de Foix, vicomte de Lautrec (° 1485 - † 1528)                                                        | 1511               |          |           | Écartelé : aux I et IV d'or aux trois pals de gueules (Foix) ; au II d'or aux deux vaches de gueules, accornées, colletées et clarinées d'azur passant l'une sur l'autre (Béarn), au III, d'argent à une croix pattée de gueules (Comminges). |
| Robert Stuart d'Aubigny, 2e comte de Beaumont-le-Roger de ce nom, 6e seigneur d’Aubigny (° 1470 - † 1544) | 1514               |          |           | Écartelé : aux I et IV d'azur à trois fleurs de lys d'or, à la bordure de gueules chargée de huit fermaux d'or ; aux II et III d'or, à la fasce échiquetée d'argent et d'azur de trois tires (de Stuart) à la cotice de gueules.              |

## Les Valois Angoulême

### Onze maréchaux créés parFrançoisIerentre 1515 et 1544
| Nom                                                                                  | Date de nomination                                               | Portrait | Armoiries | Blasonnement |
| ------------------------------------------------------------------------------------ | ---------------------------------------------------------------- | -------- | --------- | --- |
| Jacques II de Chabannes, seigneur de La Palice ( † 1522)                             | 1515                                                             |          |           | De gueules au lion d'hermine, armé, lampassé et couronné d'or. |
| Gaspard Ier, comte de Coligny, seigneur de Châtillon ( † 1525)                       | 1516                                                             |          |           | De gueules, à l'aigle d'argent, becquée, languée, membrée et couronnée d'azur. |
| Thomas de Foix-Lescun (° 1485 - † 1525)                                              | 1518                                                             |          |           | Écartelé : aux I et IV d'or aux trois pals de gueules (Foix) ; au II d'or aux deux vaches de gueules, accornées, colletées et clarinées d'azur passant l'une sur l'autre (Béarn), au III, d'argent à une croix pattée de gueules (Comminges). |
| Anne Ier, duc de Montmorency (° 1492 - † 1567)                                       | 1522, Grand maître de France (1526), Connétable de France (1538) |          |           | D'or à la croix de gueules cantonnée de seize alérions d'azur ordonnés 2 et 2. |
| Théodore de Trivulce, marquis de Pizzighettone (° 1458 - † 1531)                     | 1526                                                             |          |           | Pâlé d'or et de sinople. |
| Robert III de La Marck, duc de Bouillon, seigneur de Sedan (° 1491 - † 1537)         | 1526                                                             |          |           | D'or à la fasce échiqueté d'argent et de gueules de trois tires, au lion issant de gueules en chef. |
| Claude d'Annebaut, baron de Retz (° 1500 - † 1552)                                   | 1538                                                             |          |           | De gueules à la croix de vair. |
| René, baron de Montjean et de Combourg, seigneur de Beaupréau (° vers 1495 - † 1539) | 1538                                                             |          |           | D'or fretté de gueules. |
| Oudard du Biez (° vers 1475 - † 1553)                                                | 1542                                                             |          |           | D'or à trois fasces et trois merlettes en chef, le tout de sable. |
| Antoine de Lettes-Desprez, seigneur de Montpezat (° vers 1490 - † 1544)              | 1544                                                             |          |           | D’or à trois bandes de gueules au chef d’azur chargé de trois étoiles d’or. |
| Jean Caraccioli, prince de Melphes (° vers 1480 - † 1550)                            | 1544                                                             |          |           | De gueules, à trois bandes d'or, au chef d'azur. |

### Cinq maréchaux créés parHenri II, de 1547 à 1559
| Nom                                                                         | Date de nomination | Portrait | Armoiries | Blasonnement |
| --------------------------------------------------------------------------- | ------------------ | -------- | --------- | --- |
| Jacques d'Albon de Saint-André, marquis de Fronsac (° vers 1505 - † 1562)   | 1547               |          |           | De sable à la croix d'or, au lambel de trois pendants de gueules brochant sur le tout.                                                       |
| Robert IV de La Marck, duc de Bouillon, seigneur de Sedan (° 1520 - † 1556) | 1547               |          |           | D'or à la fasce échiqueté d'argent et de gueules de trois tires, au lion issant de gueules en chef.                                          |
| Charles Ier de Cossé, comte de Brissac (° 1505 - † 1563)                    | 1550               |          |           | De sable à trois fasces d’or, denchées par le bas.                                                                                           |
| Pierre Strozzi (° 1500 - † 1558)                                            | 1554               |          |           | D'or, à la fasce de gueules, chargée de trois croissants tournés d'argent.                                                                   |
| Paul de La Barthe, seigneur de Thermes (° 1482 - † 1558)                    | 1558               |          |           | Écartelé: aux 1 et 4, d'or, à quatre pals de gueules (la Barthe); aux 2 et 3, d'azur, à trois flammes d'argent, mouv. de la pointe (Termes). |

### Un maréchal créé parFrançois IIen 1559
| Nom                                            | Date de nomination                  | Portrait | Armoiries | Blasonnement                                                                   |
| ---------------------------------------------- | ----------------------------------- | -------- | --------- | ------------------------------------------------------------------------------ |
| François, duc de Montmorency (° 1520 - † 1579) | 1522, Grand maître de France (1558) |          |           | D'or à la croix de gueules cantonnée de seize alérions d'azur ordonnés 2 et 2. |

### Sept maréchaux créés parCharles IX, de 1560 à 1574
| Nom                                                                                   | Date de nomination                | Portrait | Armoiries | Blasonnement |
| ------------------------------------------------------------------------------------- | --------------------------------- | -------- | --------- | --- |
| François de Scépeaux, seigneur de Vieilleville, 1er comte de Durtal (° 1509 - † 1571) | 1562                              |          |           | Vairé d'argent et de gueules. |
| Imbert de La Platière, seigneur de Bourdillon (° 1516 - † 1567)                       | 1562                              |          |           | Écartelé: aux 1 et 4, d'argent, au chevron de gueules, accompagné de trois anilles de sable ; au 2 et 3 de gueules à trois étoiles d'or percées du champ. |
| Henri Ier, duc de Montmorency (° 1534 - † 1614)                                       | 1566, Connétable de France (1593) |          |           | D'or à la croix de gueules cantonnée de seize alérions d'azur ordonnés 2 et 2. |
| Artus de Cossé-Brissac, seigneur de Gonnord et comte de Secondigny (° 1512 - † 1582)  | 1567                              |          |           | Écartelé : I et au IV de Cossé-Brissac ; au II de sable au lion d'argent armé lampassé et couronné de gueules ; au III de Gouffier, sur le tout de Montmorency. |
| Gaspard de Saulx, seigneur de Tavannes, baron de Sully (° 1509 - † 1575)              | 1570                              |          |           | D'azur à un lion d'or armé et lampassé de gueules., |
| Honorat II de Savoie, marquis de Villars ( † 1580)                                    | 1571                              |          |           | Écartelé: aux 1 et 4, de gueules, à la croix d'argent (de Savoie); aux 2 et 3, contre-écartelé, a) et d) de gueules, à l'aigle bicéphale éployée d'or, b) et c) de gueules, au chef d'or (Lascaris). Mais contesté notamment par Bourrousse de Laffore qui donne comme Guichenon : De gueules à la croix d'argent avec pour brisure « une moucheture d'hermine posée [...], sur la branche supérieur de la croix d'argent »,. |
| Albert de Gondi, duc de Retz (° 1522 - † 1602)                                        | 1573                              |          |           | D'or, à deux masses d'armes de sable, passées en sautoir et liées de gueules. |

### Huit maréchaux créés parHenri III, de 1574 à 1589
| Nom | Date de nomination | Portrait | Armoiries | Blasonnement |
| --- | ------------------ | -------- | --------- | --- |
| Roger Ier de Saint-Lary, seigneur de Bellegarde ( † 1579)                                                                       | 1574               |          |           | Écartelé: au 1, de Saint-Lary ; au 2, de la Barthe ; au 3, d'Orbessan ; au 4, de Termes. Sur le tout, d'Algoursan. |
| Blaise de Monluc (de Lasseran de Massencomme seigneur de Monluc), (° 1500 - † 1577)                                             | 1574               |          |           | Ecartelé : 1 et 4, d'azur, au loup ravissant d'or; 2 et 3, d'or, au tourteau de gueules. |
| Louis Prévost, baron de Sansac (° 1496 - † 1576)                                                                                |                    |          |           | D'argent, à deux fasces de sable, acc. de six merlettes du même, posées 3, 2 et 1. |
| Armand de Gontaut, seigneur et baron de Biron (° 1524 - † 1592)                                                                 | 1577               |          |           | Écartelé d'or et de gueules, l'écu en bannière., |
| Jacques II de Goyon, sire de Matignon et de Lesparre, comte de Thorigny, prince de Mortagne-sur-Gironde (° 1525 - † 1598)       | 1579               |          |           | D'argent au lion de gueules couronné d'or. |
| Jean VI d'Aumont, baron d’Estrabonne, comte de Châteauroux ( † 1595)                                                            | 1579               |          |           | D'argent, au chevron de gueules, accompagné de 7 merlettes du même (2, 2, 1 et 2). |
| Guillaume, vicomte de Joyeuse, seigneur de Saint-Didier, de Laudun, de Puyvert et d’Arques (° 1520 - † 1592)                    | 1582               |          |           | Écartelé en 1 et 3 d'or à trois pals d'azur, au chef de gueules, chargé de trois hydres d'or (Chateauneuf-Randon de Joyeuse), en 2 et 4 d'azur au lion d'argent à la bordure de gueules chargé de huit fleurs de lis d'or (Saint-Didier). |
| François Gouffier dit « le Jeune », marquis des Deffends, seigneur de Crèvecœur, de Bonnivet, de Thois et de Fléchiez ( † 1594) | 1586               |          |           | Écartelé : aux I et IV de Gouffier, aux II et III de de Montmorency, sur le tout de Crèvecœur. |

## Les Bourbons

### Onze maréchaux créés parHenri IVentre 1592 et 1602
| Nom                                                                                      | Date de nomination                                                                  | Portrait | Armoiries | Blasonnement |
| ---------------------------------------------------------------------------------------- | ----------------------------------------------------------------------------------- | -------- | --------- | --- |
| Henri de la Tour d'Auvergne, vicomte de Turenne, puis duc de Bouillon (° 1555 - † 1623)  | 1592                                                                                |          |           | Écartelé : aux 1 et 4 de La Tour ; au 2, de Boulogne ; au 3, de Turenne. Sur le tout : parti d'Auvergne et de Bouillon.                                           |
| Charles de Gontaut, duc de Biron (° 1562 - † 1602)                                       | 1594                                                                                |          |           | Écartelé d'or et de gueules, l'écu en bannière., |
| Claude de La Châtre, baron de La Maisonfort (° 1536 - † 1614)                            | 1594                                                                                |          |           | Écartelé : aux 1 et 4, de gueules, à la croix ancrée de vair (de La Châtre) ; aux 2 et 3, de gueules, à trois têtes de loup d'argent (Saint-Amadour).             |
| Charles II de Cossé, duc de Brissac (° 1562 - † 1614)                                    | 1594                                                                                |          |           | De sable à trois fasces d’or, denchées par le bas. |
| Jean de Montluc, seigneur de Balagny (° 1560 - † 1603)                                   | 1594                                                                                |          |           | Ecartelé : 1 et 4, d'azur, au loup ravissant d'or ; 2 et 3, d'or, au tourteau de gueules.                                                                         |
| Jean III de Beaumanoir, marquis de Lavardin et comte de Nègrepelisse (° 1551 - † 1614)   | 1595                                                                                |          |           | D'azur à onze billettes d'argent. |
| Henri, duc de Joyeuse (° 1567 - † 1608)                                                  | 1595                                                                                |          |           | Écartelé en 1 et 3 de Châteauneuf-de-Randon de Joyeuse, en 2 et 4 de Saint-Didier ; sur le tout, de Batarnay.                                                     |
| Urbain de Montmorency-Laval, marquis de Sablé, seigneur de Boisdauphin (° 1567 - † 1608) | 1595                                                                                |          |           | D'or à la croix de gueules cantonnée de seize alérions d'azur ordonnés 2 et 2 et chargée de cinq coquilles d'argent.                                              |
| Alphonse d'Ornano (° 1548 - † 1610)                                                      | 1597                                                                                |          |           | Écartelé: aux 1 et 4, de gueules, à la tour donjonnée d'or maçonnée de sable; aux 2 et 3, d'or au lion de gueules, au chef d'azur chargé d'une fleur-de-lis d'or. |
| Guillaume de Hautemer, comte de Grancey (° 1537 - † 1613)                                | 1597                                                                                |          |           | Écartelé, au I, de Hautemer ; au II, de La Baume de Montrevel, au III, de Montlandrin ; au IV, de Châteauvillain.                                                 |
| François de Bonne, duc de Lesdiguières (° 1543 - † 1626)                                 | 1608 Maréchal général des camps et armées du roi (1621) Connétable de France (1622) |          |           | De gueules, au lion d'or ; au chef d'azur, chargé de trois roses d'argent.                                                                                        |

### Trente-deux maréchaux créés parLouis XIII, entre 1613 à 1643
| Nom                                                                                         | Date de nomination                                 | Portrait | Armoiries                  | Blasonnement |
| ------------------------------------------------------------------------------------------- | -------------------------------------------------- | -------- | -------------------------- | --- |
| Concino Concini, marquis d'Ancre ( † 1617)                                                  | 1613                                               |          |                            | Parti de deux, coupé d'un : 1 et 6, d'azur, à un rocher d'or, de trois coupeaux, surmonté de trois panaches d'argent ; 2 et 4, d'or, à l'aigle bicéphale de sable; 3 et 5; d'argent, à quatre chaînes de sable, passées en sautoir. |
| Gilles de Souvré, marquis de Courtanvaux (° 1540 - † 1626)                                  | 1614                                               |          |                            | D'azur à cinq bandes d'or. |
| Antoine de Roquelaure, baron de Lavardens et de Biran (° 1544 - † 1622)                     | 1614                                               |          |                            | Écartelé : aux 1 et 4, de Roquelaure ; aux 2 et 3, de Besolles. Sur le tout de Bouzel-Roque-Espine. |
| Louis de La Châtre, baron de La Maisonfort ( † 1630)                                        | 1594                                               |          |                            | Écartelé : aux 1 et 4, de La Châtre ; aux 2 et 3, de Saint-Amadour. |
| Pons de Lauzières-Thémines, marquis de Thémines (° 1553 - † 1627)                           | 1616                                               |          |                            | Écartelé : au I de Lauzières ; au II de Thémines ; au III de de Cardaillac ; au IV d'Amielh de Pennes, alias de Clermont-Lodève.,                                                                                                   |
| François de La Grange d'Arquian, seigneur de Montigny et de Séry en Berry (° 1554 - † 1617) | 1616                                               |          |                            | D'azur, à trois ranchiers (cerfs) d'or. |
| Nicolas de L'Hospital, duc de Vitry (° 1581 - † 1644)                                       | 1617                                               |          |                            | Ecartelé : au I, d'Anjou-Sicile ; au II, d'Aragon ; au III, parti, 1 de Rouhault et 2, coupé de Volvire-Ruffec et de Rohan-Montauban ; au IV, de La Châtre ; sur-le-tout de L'Hôpital.                                              |
| Charles de Choiseul, marquis de Praslin (° 1563 - † 1626)                                   | 1619                                               |          |                            | Écartelé, au I et IV de Choiseul ; au II et III, d'Aigremont, sur le tout parti de Béthune et d'argent au lion de sable. |
| Jean-François de La Guiche, comte de La Palice (° 1569 - † 1632)                            | 1619                                               |          | Blason fam fr de La Guiche | De sinople au sautoir d'or. |
| Honoré d'Albert d'Ailly, duc de Chaulnes (° 1581 - † 1649)                                  | 1620                                               |          |                            | Ecartelé : 1 et 4 d'Albert ; 2 et 3 d'Ailly., |
| François d'Esparbes de Lussan, vicomte d'Aubeterre ( † 1628)                                | 1620                                               |          |                            | Écartelé : aux 1 et 4, de Bouchard ; aux 2 et 3, de Raimondi d'Aubeterre ; sur le tout d'Esparbes de Lussan. |
| Charles de Créquy, prince de Poix, duc de Lesdiguières (° 1578 - † 1638)                    | 1621 (Colonel des Gardes-Françaises)               |          |                            | Coupé : au 1, parti de Blanchefort et d'Agoult ; au 2, tiercé en pal : de La Tour-Montauban, de Vesc et de Maubec-Montlor. Sur le tout de Créquy.                                                                                   |
| Gaspard III, duc de Coligny (° 1584 - † 1646)                                               | 1622 (Colonel général de l'Infanterie)             |          |                            | De gueules, à l'aigle d'argent, becquée, languée, membrée et couronnée d'azur. |
| Charles de Goyon, sire de Matignon, comte de Thorigny, (° 1564 - † 1648)                    | 1622                                               |          |                            | D'argent au lion de gueules couronné d'or. |
| Jacques Nompar de Caumont, duc de La Force (° 1558 - † 1652)                                | 1622                                               |          |                            | D'azur, à trois léopards d'or, armés, lampassés et couronnés de gueules, l'un sur l'autre. |
| François de Bassompierre, marquis d'Haroué (° 1579 - † 1646)                                | 1622                                               |          |                            | D'argent, à trois chevrons de gueule. |
| Henri de Schomberg, comte de Nanteuil-le-Haudouin et de Durtal (° 1574 - † 1632)            | 1625                                               |          |                            | D'or, au lion coupé de gueules et de sinople. |
| Jean-Baptiste d'Ornano, marquis de Montlaur (° 1581 - † 1626)                               | 1626                                               |          |                            | Écartelé: aux 1 et 4, de gueules, à la tour donjonnée d'or maçonnée de sable; aux 2 et 3, d'or au lion de gueules, au chef d'azur chargé d'une fleur-de-lis d'or.                                                                   |
| François Hannibal, duc d'Estrées (° v.1573 - † 1670)                                        | 1626                                               |          |                            | Ecartelé : 1 et 4, d'Estrées ; 2 et 3, de La Cauchie. |
| Timoléon d'Espinay, seigneur de Saint-Luc, comte d'Estelan (° 1580 - † 1644)                | 1627                                               |          |                            | Écartelé : au I et IV, des Hayes-Espinay ; au II, contr'écartelé, au 1, d'(Ailly de Sains), au 2 de Flavy, au 3, de Clermont-Nesle, au 4, de Hangest ; au III, parti de Grouches-Gribeauval et de Cossé-Brissac.                    |
| Louis de Marillac, comte de Beaumont-le-Roger (° v.1572 - † 1632)                           | 1629                                               |          |                            | D'argent, à un écusson d'azur en abîme, ch. d'un croissant figuré d'or et acc. de six canettes démembrées de sable, posées en orle.                                                                                                 |
| Henri II, duc de Montmorency (° 1595 - † 1632)                                              | 1630, également Amiral de France                   |          |                            | D'or à la croix de gueules cantonnée de seize alérions d'azur ordonnés 2 et 2. |
| Jean de Saint-Bonnet, marquis de Toiras (° 1585 - † 1636)                                   | 1630                                               |          |                            | Blason inconnu |
| Antoine Coëffier de Ruzé, marquis d'Effiat (° 1581 - † 1632)                                | 1631                                               |          |                            | De gueules, au chevron fascé-ondé d'argent et d'azur de six pièces, acc. de trois lions d'or., |
| Urbain de Maillé, marquis de Brézé (° 1597 - † 1650)                                        | 1632                                               |          |                            | D'or à trois fasces nébulées de gueules., |
| Maximilien de Béthune, duc de Sully (° 1559 - † 1641)                                       | 1634 (Grand maître de l'artillerie de France)      |          |                            | D'argent à la fasce de gueules. |
| Charles de Schomberg, duc d'Halluin (° 1601 - † 1656)                                       | 1637 (Colonel général des Cent-Suisses et Grisons) |          |                            | D'or, au lion coupé de gueules et de sinople. |
| Charles de La Porte, duc de La Meilleraye (° 1602 - † 1664)                                 | 1639 (Grand maître de l'artillerie de France)      |          |                            | De gueules au croissant d'argent chargé de cinq mouchetures d'hermine. |
| Antoine III, duc de Gramont (° 1604 - † 1678)                                               | 1641                                               |          |                            | Écartelé, au I, de Gramont ; aux II et III, d'Aster ; au IV, d'Aure ; sur-le-tout, de Toulongeon., |
| Jean-Baptiste Budes, comte de Guébriant (° 1602 - † 1643)                                   | 1642                                               |          |                            | D'argent, au pin arraché de sinople, fruité de trois pièces d'or, le tronc accosté de 2 fleurdelys de gueules. |
| Philippe de La Mothe-Houdancourt, duc de Cardona (° 1605 - † 1657)                          | 1642                                               |          |                            | Écartelé: aux 1 et 4, d'azur, à une tour d'argent (de la Mothe); aux 2 et 3, d'argent, à un lévrier rampant de gueules, colleté d'azur, bordé et bouclé d'or, accompagné de trois tourteaux de gueules (Houdancourt).               |
| François de L'Hospital, duc de Rosnay (° 1583 - † 1660)                                     | 1643                                               |          |                            | Ecartelé : au I, d'Anjou-Sicile ; au II, d'Aragon ; au III, parti, 1 de Rouhault et 2, coupé de Volvire-Ruffec et de Rohan-Montauban ; au IV, de La Châtre ; sur-le-tout de L'Hôpital.                                              |

### Cinquante-quatre maréchaux créés parLouis XIV, entre 1643 et 1715
| Nom                                                                                         | Date de nomination                                       | Portrait | Armoiries | Blasonnement |
| ------------------------------------------------------------------------------------------- | -------------------------------------------------------- | -------- | --------- | --- |
| Henri de La Tour d'Auvergne, vicomte de Turenne (° 1611 - † 1675)                           | 1643                                                     |          |           | Écartelé : aux 1 et 4 de La Tour ; au 2, de Boulogne ; au 3, de Turenne. Sur le tout : parti d'Auvergne et de Bouillon. |
| Jean, marquis de Gassion, (° 1609 - † 1647)                                                 | 1643                                                     |          |           | Écartelé: aux 1 et 4, d'azur, à la tour d'or, ouvert du champ et maçonnée de sable; au 2, d'or, à trois pals de gueules (de Foix) ; au 3, d'azur, à l'arbre de sinople traversé au pied d'un lévrier passant de gueules accolé d'azur bordé et bouclé d'or.,                     |
| César, duc de Choiseul (° 1598 - † 1675)                                                    | 1645                                                     |          |           | Écartelé : au I, d'Aigremont ; au II, du Plessis ; au III, de Béthune ; au IV, d'or au lion de sable ; sur le tout de Choiseul. |
| Josias, comte de Rantzau (° 1609 - † 1650)                                                  | 1645                                                     |          |           | Parti d'argent et de gueules. |
| Nicolas V de Neufville, duc de Villeroy (° 1597 - † 1685)                                   | 1646                                                     |          |           | D'azur au chevron d’or accompagné de trois croisettes ancrées du même. |
| Gaspard IV, duc de Coligny (° 1620 - † 1649)                                                | 1649                                                     |          |           | De gueules, à l'aigle d'argent, becquée, languée, membrée et couronnée d'azur. |
| Antoine d'Aumont de Rochebaron, duc d'Aumont (° 1601 - † 1669)                              | 1651                                                     |          |           | Ecartelé : 1, d'argent, d'Aumont ; 2, de Villequier ; 3, contre-écartelé, aux 1 et 4, de Chabot ; au 2, de Luxembourg ; au 3, des Baux ; sur-le-tout de Rochebaron. |
| Jacques d'Étampes, marquis de La Ferté-Imbault (° 1590 - † 1668)                            | 1651                                                     |          |           | D'azur, à deux girons d'or, posés en chevron, au chef d'argent chargé de trois couronnes de gueules. |
| Henri, duc de La Ferté-Senneterre (° 1599 - † 1681)                                         | 1651                                                     |          |           | D'azur, à cinq fusées d'argent, rangées en fasce. |
| Charles de Monchy, marquis d'Hocquincourt (° 1599 - † 1658)                                 | 1651                                                     |          |           | De gueules à trois maillets d'or. |
| Jacques Rouxel, comte de Grancey (° 1603 - † 1680)                                          | 1651                                                     |          |           | D'argent, à trois coqs de gueules, becqués, membrés et crêtés d'or. |
| Armand Nompar de Caumont, duc de La Force (° 1582 - † 1672)                                 | 1652                                                     |          |           | D'azur, à trois léopards d'or, armés, lampassés et couronnés de gueules, l'un sur l'autre. |
| Philippe de Clérambault, comte de Palluau (° 1606 - † 1665)                                 | 1652                                                     |          |           | Burelé d'argent et de sable. |
| César Phoebus d'Albret, comte de Miossens (° 1614 - † 1676)                                 | 1653                                                     |          |           | Écartelé en 1 et 4 d'azur aux trois fleurs de lys d'or et en 2 et 3 de gueules. |
| Louis de Foucault de Saint-Germain Beaupré, comte du Daugnon (° 1616 - † 1659)              | 1653                                                     |          |           | D'azur, semé de fleurs-de-lis d'or., |
| Jean de Schulemberg, comte du Montejeu (° 1597 - † 1671)                                    | 1658                                                     |          |           | De sable, au chef d'azur, ch. de quatre épées rangées d'argent, garnies d'or, posées en pals, les pointes en haut. |
| Abraham de Fabert, marquis d'Esternay (° 1599 - † 1662)                                     | 1658                                                     |          |           | D'or, à la croix de gueules. |
| Jacques de Castelnau-Bochetel, marquis de Castelnau (° 1620 - † 1658)                       | 1658                                                     |          |           | Écartelé : au 1 et 4 d'azur, au château d'argent, à trois donjons avec leurs girouettes, qui est de Castelnau ; au 2 et 3 d'or à deux loups passant de sable, qui est de Laloubère ; sur le tout d'or, à trois chevrons de sable.                                                |
| Bernardin Gigault, marquis de Bellefonds (° 1630 - † 1694)                                  | 1668                                                     |          |           | D'azur au chevron d'or accompagné de trois losanges d'argent. |
| François de Créquy, marquis de Marines (° 1629 - † 1687)                                    | 1668                                                     |          |           | D'or au créquier de gueules., |
| Louis de Crevant, duc d'Humières (° 1628 - † 1694)                                          | 1668                                                     |          |           | Écartelé : au I et IV, contre-écartelé d'argent et d'azur (Crevant) ; au II et III, d'argent fretté de sablé (Humières). |
| Godefroi, comte d'Estrades (° 1607 - † 1686)                                                | 1675                                                     |          |           | Écartelé : au 1, d'Estrades ; au 2, de La Pole-Suffolk ; au 3, de Mendoza ; au 4, d'Arnoul. |
| Philippe de Montaut-Bénac, duc de Navailles (° 1619 - † 1684)                               | 1675                                                     |          |           | Ecartelé : au I, de Gontaut-Biron ; au II, de Navarre ; au III, de Foix ; au IV, de Béarn ; sur le tout, écartelé, aux 1 et 4 partis, a, de Montault, b, de Comminges, 2 et 3, de Bénac.                                                                                         |
| Frédéric-Armand, « Graf von Schönberg » (° 1616 - † 1690)                                   | 1675                                                     |          |           | D'or, au lion coupé de gueules et de sinople. |
| Jacques Henri de Durfort, duc de Duras (° 1625 - † 1704)                                    | 1675                                                     |          |           | Écartelé : aux 1 et 4, de Durfort ; aux 2 et 3, de Lomagne., |
| François III d'Aubusson, duc de La Feuillade (° 1631 - † 1691)                              | 1675                                                     |          |           | D'or à la croix ancrée de gueules. |
| Louis Victor de Rochechouart, duc de Mortemart dit le Maréchal de Vivonne (° 1636 - † 1688) | 1675                                                     |          |           | Coupé d'un trait, parti de trois autres qui font huit quartiers : au 1, de Maurre ; au 2, de Bourbon ; au 3, de Rohan ; au 4, de La Rochefoucault ; au 5, de Visconti ; au 6, de Navarre ; au 7, d'Escars ; au 8, Bretagne. Sur le tout de Rochechouart.                         |
| François-Henri de Montmorency-Bouteville, duc de Piney-Luxembourg (° 1628 - † 1695)         | 1675                                                     |          |           | D'or à la croix de gueules cantonnée de seize alérions d'azur ordonnés 2 et 2, sur le tout d'argent au lion de gueules armé, lampassé et couronné d'or. |
| Henri Louis d'Aloigny, marquis de Rochefort (° 1636 - † 1676)                               | 1675                                                     |          |           | De gueules à trois fleurs de lis d'argent. |
| Guy Aldonce II de Durfort, duc de Quintin, dit de Lorges (° 1630 - † 1702)                  | 1676                                                     |          |           | Écartelé : aux 1 et 4, de Durfort ; aux 2 et 3, de Lomagne ; un lambel de gueules brochant sur l'écartelé., |
| Jean II, comte de Nanteuil-le-Haudouin (dit d'Estrées) (° 1624 - † 1707)                    | 1681                                                     |          |           | Ecartelé : 1 et 4, d'Estrées ; 2 et 3, de La Cauchie. |
| Claude de Choiseul, marquis de Francières (° 1632 - † 1711)                                 | 1693                                                     |          |           | D'azur, à la croix « billetée » d'or. |
| Jean-Armand de Joyeuse, marquis de Grandpré (° 1631 - † 1710)                               | 1693                                                     |          |           | Écartelé en 1 et 3 de Chateauneuf-Randon de Joyeuse, en 2 et 4 de Saint-Didier. |
| François de Neufville, duc de Villeroy (° 1644 - † 1730)                                    | 1693                                                     |          |           | D'azur au chevron d’or accompagné de trois croisettes ancrées du même. |
| Louis François, duc de Boufflers (° 1644 - † 1711)                                          | 1693                                                     |          |           | D'argent, à trois molettes de gueules, 2 et 1, acc. de neuf croix recroisettées du même., |
| Anne Hilarion de Costentin, comte de Tourville (° 1642 - † 1701)                            | 1693                                                     |          |           | De gueules, à un senestrochère d'argent, tenant une épée du même, surmonté d'un casque taré de profil, aussi d'argent., |
| Anne Jules, duc de Noailles (° 1650 - † 1708)                                               | 1693                                                     |          |           | De gueules, à la bande d'or., |
| Nicolas Catinat, seigneur de Saint-Gratien (° 1637 - † 1712)                                | 1693                                                     |          |           | D'argent, à une croix de gueules chargée de neuf coquilles d'or., |
| Claude Louis Hector, duc de Villars (° 1653 - † 1734)                                       | 1702 Maréchal général des camps et armées du roi en 1733 |          |           | D'azur, à trois molettes (6) d'or, au chef d'argent chargé d'un lion léopardé de gueules., |
| Noël Bouton, marquis de Chamilly (° 1636 - † 1715)                                          | 1703                                                     |          |           | De gueules à la fasce d'or. |
| Victor Marie, duc d'Estrées (° 1660 - † 1737)                                               | 1703                                                     |          |           | Ecartelé : 1 et 4, d'Estrées ; 2 et 3, de La Cauchie. |
| François Louis Rousselet, marquis de Château-Renault (° 1637 - † 1716)                      | 1703                                                     |          |           | D'or, à un chêne de sinople, englanté du champ., |
| Sébastien Le Prestre de Vauban (° 1633 - † 1707)                                            | 1703                                                     |          |           | D'azur, au chevron d'or, surmonté d'un croissant d'argent et acc. de trois trèfles du second. |
| Conrad, marquis de Rosen (° 1628 - † 1715)                                                  | 1703                                                     |          |           | D’or à trois roses de gueules., |
| Nicolas Chalon du Blé, marquis d'Huxelles (° 1652 - † 1730)                                 | 1703                                                     |          |           | De gueules, à trois chevrons d'or. |
| René de Froulay, comte de Tessé (° 1651 - † 1725)                                           | 1703                                                     |          |           | D'argent, au sautoir de gueules, bordé-denché de sable. |
| Camille d’Hostun, duc de Tallard (° 1652 - † 1728)                                          | 1703                                                     |          |           | De gueules, à la croix engrêlée d'or. |
| Nicolas Auguste de La Baume, marquis de Montrevel (° 1636 - † 1716)                         | 1703                                                     |          |           | D'or, à la bande vivrée d'azur. |
| Henry, duc d'Harcourt (° 1654 - † 1718)                                                     | 1703                                                     |          |           | De gueules à deux fasces d'or. |
| Ferdinand, comte de Marcin, marquis de Clermont d'Entraygues (° 1656 - † 1706)              | 1703                                                     |          |           | Écartelé : aux I et IV, de Marsin ; aux II et III, d'Entraygues., |
| Jacques, duc de Fitz-James et de Berwick (° 1670 - † 1734)                                  | 1706                                                     |          |           | Ecartelé : aux I et IV contre-écartelé de France et d'Angleterre ; au II d'Écosse ; au III d'azur, d'Irlande ; à la bordure componée de douze pièces d'azur et de gueules, chaque pièce d'azur chargée d'une fleur-de-lys et chaque pièces de gueules chargée d'un léopard d'or. |
| Charles Auguste Goyon, comte de Matignon (° 1647 - † 1739)                                  | 1708                                                     |          |           | Ecartelé : aux 1 et 4 de Goyon ; aux 2 d'Orléans-Longueville ; au 3, de Bourbon. |
| Jacques Bazin, marquis de Bezons (° 1645 - † 1733)                                          | 1709                                                     |          |           | D'azur, à trois couronnes d'or. |
| Pierre de Montesquiou, comte d'Artagnan (° 1645 - † 1725)                                   | 1709                                                     |          |           | D'or aux deux tourteaux de gueules, l'un sur l'autre. |

### Quarante-neuf maréchaux créés parLouis XVde 1715 à 1774
| Nom | Date de nomination                                        | Portrait | Armoiries | Blasonnement |
| --- | --------------------------------------------------------- | -------- | --------- | --- |
| Victor Maurice, comte de Broglie, marquis de Brezolles et de Senonches (° 1646 - † 1727)                      | 1724                                                      |          |           | D'or au sautoir ancré d'azur. |
| Antoine Gaston, duc de Roquelaure (° 1656 - † 1738)                                                           | 1724                                                      |          |           | Écartelé : aux 1 et 4, de Roquelaure ; aux 2 et 3, de Besolles. Sur le tout de Bouzel-Roque-Espine. |
| Jacques Eléonor Rouxel, comte de Grancey (° 1655 - † 1725)                                                    | 1724                                                      |          |           | D'argent, à trois coqs de gueules, becqués, membrés et crêtés de gueules. |
| Léonor du Maine, comte du Bourg (° 1655 - † 1739)                                                             | 1724                                                      |          |           | De gueules, à la fleur de lys d'or. |
| Yves, marquis d'Alègre (° 1655 - † 1739)                                                                      | 1724                                                      |          |           | De gueules, à une tour carrée d'argent, maçonnée de sable, accostée de six fleurs-de-lis d'or, rangées en deux pals. |
| Louis d'Aubusson, duc de La Feuillade (° 1673 - † 1725)                                                       | 1724                                                      |          |           | D'or à une croix ancrée de gueules. |
| Antoine V, duc de Gramont (° 1671 - † 1725)                                                                   | 1724                                                      |          |           | Écartelé, au I, de Gramont ; aux II et III, d'Aster ; au IV, d'Aure ; sur-le-tout, de Comminges., |
| Alain Emmanuel, marquis de Coëtlogon (° 1646 - † 1730)                                                        | 1730                                                      |          |           | De gueules, à trois écussons d'hermines., |
| Charles de Gontaut, duc de Biron (° 1663 - † 1756)                                                            | 1734                                                      |          |           | Écartelé d'or et de gueules, l'écu en bannière., |
| Jacques François de Chastenet, marquis de Puységur (° 1656 - † 1743)                                          | 1734                                                      |          |           | D'azur, au chevron d'or, accompagné en pointe d'un passant lion du même, au chef du second. |
| Claude Bidal, marquis d'Asfeld (° 1665 - † 1743)                                                              | 1734                                                      |          |           | Écartelé: au 1er et 4e de gueules à la bande d'azur chargée de trois couronnes d'or, accompagnée en chef et en pointe d'une palme du même; au 2e et 3e d'azur au lion issant d'argent, couronné du même (ou d'or), celui du 3e contourné ; sur le tout, d'or à quatre pals de gueules (Aragon), surmonté d'une couronne ducale d'or, sommé d'un griffon issant du même (Valence). Différences entre dessin et blasonnement : cf. description image. |
| Adrien Maurice, duc de Noailles (° 1678 - † 1766)                                                             | 1734                                                      |          |           | De gueules, à la bande d'or. |
| Christian Louis de Montmorency-Luxembourg, prince de Tingry, duc de Beaumont, comte de Luxe (° 1713 - † 1787) | 1734                                                      |          |           | D'or à la croix de gueules cantonnée de seize alérions d'azur ordonnés 2 et 2, sur le tout d'argent au lion de gueules armé, lampassé et couronné d'or. |
| François Marie, comte puis duc de Broglie (° 1671 - † 1745)                                                   | 1734                                                      |          |           | D'or au sautoir ancré d'azur. |
| François de Franquetot, duc de Coigny (° 1670 - † 1759)                                                       | 1734                                                      |          |           | De gueules, à la fasce d'or, chargée de trois étoiles d'azur, accompagnée de trois croissant du deuxième., |
| Charles Eugène, duc de Lévis-Charlus (° 1669 - † 1734)                                                        | 1734                                                      |          |           | D'or à trois chevrons de sable., |
| Louis de Brancas de Forcalquier, marquis de Céreste (° 1672 - † 1750)                                         | 1740                                                      |          |           | D'azur, à un pal d'argent, chargé de trois tours de gueules, et accosté de quatre pattes de lion mouvantes des flancs de l'écu posées en chevron. |
| Louis Auguste d'Albert d'Ailly, duc de Chaulnes (° 1675 - † 1744)                                             | 1741                                                      |          |           | D'Ailly), avec en cœur, entre les branches d'alisier, un écusson d'Albert. |
| Louis Armand de Brichanteau, marquis de Nangis (° 1682 - † 1742)                                              | 1741                                                      |          |           | D'azur à six besants d'argent ordonnées 3, 2 et 1. |
| Louis de Gand de Mérode de Montmorency, Prince d'Isenghien (° 1678 - † 1767)                                  | 1741                                                      |          |           | De sable au chef d'argent. |
| Jean-Baptiste de Durfort, duc de Duras (° 1684 - † 1778)                                                      | 1741                                                      |          |           | Écartelé: aux 1 et 4 de Durfort ; aux 2 et 3, de Lomagne., |
| Jean-Baptiste Desmarets, marquis de Maillebois (° 1682 - † 1762)                                              | 1741                                                      |          |           | D'azur, à un senestrochère d'argent, mouvant du flanc, tenant trois lis du même sur une seule tige. |
| Charles Louis Auguste Fouquet, duc de Belle-Isle (° 1684 - † 1762)                                            | 1741                                                      |          |           | Écartelé : aux 1 et 4, de Fouquet ; aux 2 et 3, de Lévis. |
| Hermann Maurice, comte de Saxe (° 1696 - † 1750)                                                              | 1741, Maréchal général des camps et armées du roi en 1747 |          |           | Burelé de dix pièces d'or et de sable au crancelin de sinople, brochant en barre sur le tout. |
| Jean-Baptiste Andrault, marquis de Maulévrier (° 1677 - † 1754)                                               | 1745                                                      |          |           | Écartelé : aux I et IV d'Andrault ; au II et III de Gentien. |
| Claude Testu, marquis de Balincourt (° 1680 - † 1770)                                                         | 1746                                                      |          |           | D'or, à trois léopards de sable, armés et lampassés de gueules, l'un sur l'autre, celui du milieu contourné. |
| Philippe Charles, marquis de la Fare (° 1687 - † 1752)                                                        | 1746                                                      |          |           | D'azur à 3 flambeaux d'or allumés de gueules, posés en pal. |
| François, duc d'Harcourt (° 1689 - † 1750)                                                                    | 1746                                                      |          |           | De gueules à deux fasces d'or. |
| Guy, comte de Montmorency-Laval (° 1677 - † 1751)                                                             | 1747                                                      |          |           | D'or à la croix de gueules cantonnée de seize alérions d'azur ordonnés 2 et 2 et chargée de cinq coquilles d'argent. |
| Gaspard, duc de Clermont-Tonnerre (° 1688 - † 1781)                                                           | 1747                                                      |          |           | De gueules, à deux clés d'argent passées en sautoir. |
| Louis Charles, marquis de La Mothe-Houdancourt (° 1687 - † 1755)                                              | 1747                                                      |          |           | Écartelé : aux 1 et 4, de La Mothe ; aux 2 et 3, du Bois d'Houdancourt. |
| Ulrich Frédéric Woldemar, comte de Lowendal (° 1700 - † 1755)                                                 | 1747                                                      |          |           | Écartelé : aux 1 et 4, de gueules, au léopard lionné d'argent, couronné d'or, tenant un guidon d'argent à la croix de gueules ; aux 2 et 3, coupé: a. d'azur à un château sommé d'une tourelle, le tout d'or ; b. d'or à trois cœurs de gueules. |
| Louis François Armand de Vignerot du Plessis, duc de Richelieu (° 1696 - † 1788)                              | 1748                                                      |          |           | Les armes de Gènes, qui sont d'argent à la croix de gueules. Sur le tout d'argent à trois chevrons de gueules (du Plessis de Richelieu). |
| Jean de Faÿ, marquis de La Tour-Maubourg (° 1684 - † 1764)                                                    | 1757                                                      |          |           | De gueules, à la bande d'or, chargée d'une fouine (fayne en patois) d'azur., |
| Louis Antoine de Gontaut, duc de Biron (° 1701 - † 1788)                                                      | 1757                                                      |          |           | Écartelé d'or et de gueules, l'écu en bannière., |
| Daniel François de Gélas de Voisons d’Ambres, vicomte de Lautrec (° 1686 - † 1762)                            | 1757                                                      |          |           | Écartelé : au 1, de Gelas ; au 2, de Lautrec ; au 3, d'Amboise ; au 4, de Leberon. Sur le tout d'azur de Pavet-Montpeiran, mi-parti de Voisins. |
| Charles II François Frédéric de Montmorency, duc de Piney-Luxembourg (° 1702 - † 1764)                        | 1757                                                      |          |           | D'or à la croix de gueules cantonnée de seize alérions d'azur ordonnés 2 et 2, sur le tout d'argent au lion de gueules armé, lampassé et couronné d'or. |
| Louis Le Tellier, duc d'Estrées (° 1695 - † 1771)                                                             | 1757                                                      |          |           | Écartelé : aux 1 et 4, de Le Tellier ; au 2 contre-écartelé : aux a et d, d'Estrées ; aux c et d, de Cœuvres ; au 3, de Courtenvaux de Souvré. |
| Jean Charles, marquis de Saint-Nectaire (° 1685 - † 1770)                                                     | 1757                                                      |          |           | D'azur, à cinq fusées d'argent, rangées en fasce. |
| Charles O'Brien, comte de Thomond, vicomte Clare (en) (° 1699 - † 1761)                                       | 1757                                                      |          |           | Écartelé: aux 1 et 4, de gueules, à trois léopards partis d'or et d'argent, l'un sur l'autre (O'Bryen) ; au 2, d'argent, à trois piles de gueules, dirigées vers la pointe; au 3, d'or, à un phéon d'azur. |
| Gaston de Lévis, duc de Mirepoix (° 1699 - † 1758)                                                            | 1757                                                      |          |           | D'or à trois chevrons de sable., |
| Ladislas Ignace, comte de Bercheny (° 1689 - † 1778)                                                          | 1758                                                      |          |           | Parti: au 1, de gueules, à la croix pattée d'argent, cantonnée de quatre croisettes du même; au 2, d'azur, à une licorne d'argent, issante d'une couronne d'or posée sur deux montagnes d'argent, mouv. de la pointe de l'écu. |
| Hubert de Brienne, comte de Conflans (° 1690 - † 1777)                                                        | 1758                                                      |          |           | D'azur, semé de billettes d'or au lion du même brochant sur le tout., |
| Louis Georges, marquis de Contades (° 1704 - † 1795)                                                          | 1758                                                      |          |           | D'or, à l'aigle d'azur, becquée, languée et membrée de gueules., |
| Charles de Rohan, prince de Soubise, duc de Rohan-Rohan (° 1715 - † 1787)                                     | 1758                                                      |          |           | De gueules à neuf macles d'or, posés 3, 3, 3. |
| Victor-François, duc de Broglie (° 1718 - † 1804)                                                             | 1734                                                      |          |           | D'or au sautoir ancré d'azur. |
| Guy Michel de Durfort, duc de Lorges et de Randan (° 1704 - † 1773)                                           | 1768                                                      |          |           | Écartelé : aux 1 et 4, de Durfort) ; aux 2 et 3, de Lomagne, au lambel de gueules en chef, brochant sur les deux premiers quartiers. |
| Louis de Brienne de Conflans, marquis d'Armentières (° 1711 - † 1774)                                         | 1768                                                      |          |           | D'azur, semé de billettes d'or au lion du même brochant sur le tout., |
| Jean de Cossé, duc de Brissac (° 1698 - † 1780)                                                               | 1768                                                      |          |           | De sable, à trois fasces d'or dentelées en partie basse. |

### Vingt-et-un maréchaux créés parLouis XVI, de 1774 à 1791
| Nom                                                                      | Date de nomination | Portrait | Armoiries | Blasonnement |
| ------------------------------------------------------------------------ | ------------------ | -------- | --------- | --- |
| Anne Pierre, duc d'Harcourt (° 1701 - † 1783)                            | 1775               |          |           | De gueules à deux fasces d'or. |
| Louis, duc de Noailles (° 1713 - † 1793)                                 | 1775               |          |           | De gueules, à la bande d'or. |
| Philippe, duc de Mouchy, frère du précédent (° 1715 - † 1794)            | 1775               |          |           | De gueules, à la bande d'or. |
| Antoine, comte de Nicolaï (° 1712 - † 1777)                              | 1775               |          |           | D’azur au lévrier courant d’argent, colleté d’un collier de gueules, bordé, bouclé et cloué d’or., |
| Charles, duc de Fitz-James (° 1712 - † 1787)                             | 1775               |          |           | Ecartelé : aux I et IV, contre-écartelé de France) et d'Angleterre ; au II, d'Écosse ; au III, d'Irlande ; à la bordure componée de douze pièces d'azur et de gueules, chaque pièce d'azur chargée d'une fleur-de-lys et chaque pièces de gueules chargée d'un léopard d'or.                                            |
| Emmanuel-Félicité de Durfort, duc de Duras (° 1715 - † 1789)             | 1775               |          |           | Écartelé: aux 1 et 4, de Durfort) ; aux 2 et 3, de Lomagne., |
| Louis Nicolas Victor de Félix d'Ollières, comte du Muy (° 1711 - † 1775) | 1775               |          |           | Écartelé: aux 1 et 4, de Louis Nicolas Victor de Félix d'Ollières ; aux 2 et 3, de Felicis en Piémont. |
| Claude, comte de Saint-Germain (° 1707 - † 1778)                         | 1775               |          |           | |
| Guy André Pierre de Montmorency, duc de Laval (° 1723 - † 1798)          | 1783               |          |           | D'or à la croix de gueules cantonnée de seize alérions d'azur ordonnés 2 et 2 et chargée de cinq coquilles d'argent. |
| Augustin, comte de Mailly et marquis d'Haucourt (° 1708 - † 1794)        | 1783               |          |           | D'or, à trois maillets de sinople., |
| Henri Bouchard de Lussan, marquis d'Aubeterre (° 1714 - † 1788)          | 1783               |          |           | Écartelé : au 1, de Bouchard ; au 2, de Raimondi d'Aubeterre ; au III, de Pompadour ; au 4, d'argent à une fasce de gueules ; sur le tout d'Esparbes de Lussan. |
| Charles Juste de Beauvau-Craon, prince de Beauvau (° 1720 - † 1793)      | 1783               |          |           | D'argent à quatre lions de gueules, armés, couronnés et lampassés d'or, 2 et 2. |
| Noël Jourda de Vaux, comte de Vaux (° 1705 - † 1788)                     | 1783               |          |           | D'or, à la bande de gueules, chargée de trois croissants d'argent, les cornes dirigées vers le canton dextre du chef. |
| Philippe Henri, marquis de Ségur (° 1724 - † 1801)                       | 1783               |          |           | Écartelé: aux 1 et 4, de gueules au lion d'or ; aux 2 et 3, d'argent plein. |
| Jacques de Choiseul, duc de Stainville (° 1727 - † 1789)                 | 1783               |          |           | D'azur à la croix billetée d'or. |
| Charles de La Croix, marquis de Castries (° 1727 - † 1800)               | 1783               |          |           | D'azur à la croix d'or., |
| Anne Emmanuel, duc de Croÿ (° 1718 - † 1784)                             | 1783               |          |           | Écartelé : au 1 et 4, contre-écartelé a) et d) de Croÿ, b) et c) de Renty ; au 2, contre-écartelé a) et d) de France, b) et c) d'Albret, sur le tout de Bretagne ; au 3, contre-écartelé a) et d) de Flandre, b) et c) Craon. Sur le tout de l'écu écartelé de Croÿ et de Renty.                                        |
| François Gaston, duc de Lévis (° 1719 - † 1787)                          | 1783               |          |           | D'or à trois chevrons de sable. |
| Nicolas de Luckner (° 1722 - † 1794)                                     | 1791               |          |           | Écartelé : aux 1 et 4, d'argent, à un mortier de guerre d'azur, posé en pal; aux 2 et 3, de gueules, au lion d'or, tenant une banderole de gueules à la croix d'argent. Sur le tout parti de sable et d'azur, au chevron d'or, brochant sur le parti et acc. en pointe d'une pile de six boulets au naturel, 1, 2 et 3. |
| Jean Baptiste Donatien de Vimeur, comte de Rochambeau (° 1725 - † 1807)  | 1791               |          |           | D'azur, au chevron d'or, accompagné de trois molettes du même. |

## Premier Empire

### Vingt-cinq maréchaux sousNapoléonIer, de 1804 à 1814
« Décret impérial.
NAPOLEON, empereur des Français, décrète ce qui suit :
Sont nommés maréchaux de l'Empire, les généraux Berthier, — Murat, — Moncey, — Jourdan, — Masséna, — Augereau, — Bernadotte, — Soult, — Brune, — Lannes, — Mortier, — Ney, — Davout, — Bessières.
Le titre de maréchal d'Empire est donné aux sénateurs Kellermann, — Lefebvre, — Pérignon et Sérurier qui ont commandé en chef.
Donné à Saint-Cloud, le 29 floréal an XII.
NAPOLEON.
Par l'Empereur,
Le secrétaire d'État, MARET. »

Ils ont donné leurs noms aux boulevards des maréchaux, boulevard circulaire entourant Paris à l'intérieur des fortifications. Sur les 26 maréchaux de Napoléon, 8 sont morts dans le contexte de l'épopée (Bessière emporté par un boulet, Lannes par blessures mortelles, Poniatowski échappant à l'ennemi emporté par les eaux, Berthier défenestré, Brune assassiné, Mortier victime d’une tentative d’assassinat contre Louis Philippe et Murat et Ney exécutés).
| Nom | Date de nomination                               | Portrait | Armoiries | Blasonnement |
| --- | ------------------------------------------------ | -------- | --------- | --- |
| |                                                  |          |           | |
| Louis-Alexandre Berthier, prince de Neuchâtel et de Wagram, duc de Valangin (1753-1815)                                              | 1804 (19 mai)                                    |          |           | D'or, parti d'un trait, au premier, bras armé d'azur, rehaussé d'or, semé d'abeilles aussi d'or, tenant une épée haute en pal de sable, et chargé d'un bouclier de sablé au W d'or, à l'orle du même, entouré de la devise suivante : COMMILITONI VICTOR CÆSAR ; chef de grand dignitaire de l'Empire (Wagram) ; au deuxième, pal de gueules, chargé de trois chevrons d'argent ; chef de prince souverain (d'azur à l'aigle d'or, les ailes étendues, empiétant un foudre du même) (Neufchâtel)., |
| Joachim Murat, prince de l'Empire, grand-duc de Berg et de Clèves, roi de Naples sous le nom de Joachim-Napoléon en 1808 (1767-1815) | 1804 (19 mai)                                    |          |           | Parti : au I, d'argent au lion léopardé de gueules, armé, lampassé et couronné d'azur (Berg) ; au II, de gueules aux rais d'escarboucle, pommetés et fleuronnés d'or de huit pièces (Clèves) ; à l'ancre de sable à quatre becs brochant sur le parti. Sur le tout, d'azur à l'aigle d'or empiétant un foudre du même, la tête contournée., |
| Bon Adrien Jeannot de Moncey, duc de Conégliano (1754-1842)                                                                          | 1804 (19 mai)                                    |          |           | D'azur, à une main dextre d'or en fasce, ailée d'argent, tenant une épée en pal du même ; au chef des ducs de l'Empire brochant., |
| Jean-Baptiste, comte Jourdan (1762-1833)                                                                                             | 1804 (19 mai)                                    |          |           | D'azur, aux lettres JBJ enlacées d'or; à la bordure d'argent, besantée de sable., |
| André Masséna, duc de Rivoli, prince d'Essling (1758-1817)                                                                           | 1804 (19 mai)                                    |          |           | D'or, à la victoire de carnation ailée tenant d'une main une palme, et de l'autre une couronne d'olivier de sinople, accompagnée en pointe d'un chien couché de sable ; au chef des ducs de l'Empire brochant., |
| Charles Pierre François Augereau, duc de Castiglione (1757-1816)                                                                     | 1804 (19 mai)                                    |          |           | D'azur, au lion léopardé d'or, couronné du même ; au chef des ducs de l'Empire brochant., |
| Jean-Baptiste Jules Bernadotte, prince de Pontecorvo, roi de Suède et de Norvège sous le nom de Charles XIV Jean en 1818 (1763-1844) | 1804 (19 mai)                                    |          |           | D'azur, au pont à trois arches d'argent, sur une rivière de même, ombrée d'azur, et supportant deux tours du second ; au chef des Princes souverains d'Empire brochant., |
| Jean-de-Dieu Soult, duc de Dalmatie (1769-1851)                                                                                      | 1804 (19 mai) Maréchal général de France en 1847 |          |           | D'or, à l'écusson de gueules, chargé de trois têtes de léopards du premier posées 2 et 1 ; au chef des ducs de l'Empire brochant., |
| Guillaume Marie-Anne, comte Brune (1763-1815)                                                                                        | 1804 (19 mai)                                    |          |           | Sans armoiries connues. |
| Jean Lannes, duc de Montebello (1769-1809)                                                                                           | 1804 (19 mai)                                    |          |           | De sinople, à une épée haute d'or ; au chef des ducs de l'Empire brochant., |
| Adolphe Édouard Casimir Joseph Mortier, duc de Trévise (1768-1835)                                                                   | 1804 (19 mai)                                    |          |           | Écartelé, aux 1 et 4, d'or a buste de cheval de sable, celui du premier quartier contourné; au 2, d'azur au dextrochère d'or, armé de toutes pièces et tenant une épée haute d'argent; au 3, d'azur au senextrochère d'or, armé de toutes pièces, et tenant une épée haute d'argent ; au chef des ducs de l'Empire brochant., |
| Michel Ney, duc d'Elchingen, prince de la Moskowa (1769-1815)                                                                        | 1804 (19 mai)                                    |          |           | D'or bordé d'azur, en cœur un écu du second, chargé d'un orle du champ, accosté de deux mains addossées, vêtues de sable, tenant des badelaires d'argent ; au chef des ducs de l'Empire brochant., |
| Louis Nicolas Davout, duc d’Auerstaedt, prince d'Eckmühl (1770-1823)                                                                 | 1804 (19 mai)                                    |          |           | D'or, à deux lions léopardés rampants de gueules, tenant de la patte dextre une lance polonaise de sable, l'un en chef à dextre, et le second contourné en pointe à sénestre, bordure componée d'or et de gueules ; au chef des ducs de l'Empire brochant., |
| Jean-Baptiste Bessières, duc d'Istrie (1768-1813)                                                                                    | 1804 (19 mai)                                    |          |           | Écartelé : au I, d'azur, au lion rampant d'or ; au II, d'argent, à l'épervier essorant de sable ; au III, d'or, à la tour d'azur, ouverte de sable ; au IV, de gueules, au renard passant d'or ; au chef des ducs de l'Empire brochant., |
| François Christophe Kellermann, duc de Valmy (1735-1820)                                                                             | 1804 (19 mai)                                    |          |           | Coupé : au 1, de gueules, à un croissant versé d'argent ; au 2, d'argent, à trois pics de rocher de sinople, surmontés chacun d'une étoile de gueules ; au chef des ducs de l'Empire brochant., |
| François Joseph Lefebvre, duc de Dantzig (1755-1820)                                                                                 | 1804 (19 mai)                                    |          |           | Parti : au 1, d'azur, à un dextrochère, cuirassé d'argent, tenant une épée du même, garnie d'or ; au 2, d'or, à la fasce de sinople, chargé de deux hommes passants, conduisant chacun une femme, le tout d'argent, la fasce accompagnée en chef d'un vol de sable, et en pointe d'une croix pattée alésée du même ; au chef des ducs de l'Empire brochant., |
| Catherine-Dominique, marquis de Pérignon (1754-1818)                                                                                 | 1804 (19 mai)                                    |          |           | D'azur, à un bélier passant d'argent, accorné d'or, la tête sommée d'une croix patriarcale du même ; au canton des Comtes Sénateurs brochant. |
| Jean Mathieu Philibert, comte Sérurier, (1742-1819)                                                                                  | 1804 (19 mai)                                    |          |           | De gueules, au lévrier assis d'argent ; au canton des Comtes Sénateurs brochant., |
| Claude-Victor Perrin, dit « Victor », duc de Bellune (1764-1841)                                                                     | 1807                                             |          |           | Parti : au 1, d'azur, à un dextrochère, gantelé et brassardé d'argent, jointé, paré et cloué d'or, mouvant du flanc et tenant une épée d'argent, garnie d'or ; au 2, d'or, au lion de sable, à la fasce de gueules, brochant sur le lion ; au chef des ducs de l'Empire brochant., |
| Étienne Jacques Joseph Macdonald, duc de Tarente (1765-1840)                                                                         | 1809                                             |          |           | Écartelé : au 1, d'argent, au lion de gueules ; au 2, d'or, à un dextrochère, armé de gueules, tenant une croix recroisettée au pied fiché du même ; au 3, d'or, à une galère de sable, pavillonnée et girouettée de gueules ; au 4, de sinople, au saumon d'argent ; au chef des ducs de l'Empire brochant., |
| Auguste Frédéric Louis Viesse de Marmont, duc de Raguse (1774-1852)                                                                  | 1809                                             |          |           | Écartelé : 1 et 4, d'argent, à trois bandes de gueules ; 2, d'or, à l'étendard de gueules, à la croix d'argent, posée en bande, la trable de sable ; 3, parti : a, d'azur, à la croix de Lorraine d'or ; b, de gueules, à l'épée flamboyante en pal d'argent ; au chef des ducs de l'Empire brochant., |
| Nicolas Charles Oudinot, duc de Reggio (1767-1847)                                                                                   | 1809                                             |          |           | Parti : 1, de gueules, à trois casques d'argent ; 2, d'argent, au lion de gueules, tenant une grenade de sable enflammée de gueules ; au chef des Ducs de l'Empire brochant., |
| Louis Gabriel Suchet, duc d'Albufera (1770-1826)                                                                                     | 1811                                             |          |           | Coupé : au 1, parti, à dextre, d'azur à une épée d'argent, montée d'or; à sénestre, d'or à un demi-vol d'aigle renversé de sable ; au 2 de gueules au pont d'or, sommé d'un lion passant du même tenant de la patte dextre un rinceau de grenadier d'or. Au chef des ducs de l'Empire brochant., |
| Laurent, marquis de Gouvion-Saint-Cyr (1764-1830)                                                                                    | 1812                                             |          |           | Coupé, au I, parti du quartier des Comtes militaires de l'Empire entouré d'une filière d'argent et d'azur à une étoile d'or ; au II, de sable., |
| Józef Antoni, prince Poniatowski (1763-1813)                                                                                         | 1813                                             |          |           | D'argent, au bœuf de gueules, sur une terrasse de sinople. |

## La Restauration (1814-1830)

### Deux maréchaux sousLouis XVIII, en 1814 (Première Restauration)
| Nom                                  | Date de nomination      | Portrait | Armoiries | Blasonnement |
| ------------------------------------ | ----------------------- | -------- | --------- | --- |
| Jean Victor Marie Moreau (1763-1813) | 1814 (à titre posthume) |          |           | De gueules à l'épée d'argent, montée d'or, accostée de deux tiges de lys aussi d'argent ; au chef d'hermine. |
| Georges Cadoudal (1771-1804)         | 1814 (à titre posthume) |          |           | D'azur au dextrochère de carnation, armé d'or, mouvant du flanc dextre, tenant une épée d'argent garnie aussi d'or, à l'écusson d'hermine chargé d'une fleur de lys de gueules, brochant en bouclier sur le dextrochère. |

### Un maréchal sousNapoléonIer, en 1815 (Cent-Jours)
| Nom                                      | Date de nomination                                                                         | Portrait | Armoiries | Blasonnement |
| ---------------------------------------- | ------------------------------------------------------------------------------------------ | -------- | --------- | --- |
|                                          |                                                                                            |          |           | |
| Emmanuel, marquis de Grouchy (1766-1847) | 1815 (Cent-Jours) (révoqué à la seconde Restauration, rappelé par la monarchie de Juillet) |          |           | D'or, fretté d'azur ; sur-le-tout d'argent, à trois trèfles de sinople ; au canton des Comtes Militaires de l'Empire brochant., |

### Six maréchaux créés parLouis XVIII, entre 1814 à 1823 (seconde Restauration)
| Nom                                                       | Date de nomination | Portrait | Armoiries | Blasonnement |
| --------------------------------------------------------- | ------------------ | -------- | --------- | --- |
|                                                           |                    |          |           | |
| François Henri de Franquetot, duc de Coigny, (1737-1821)  | 1816               |          |           | De gueules, à la fasce d'or, chargée de trois étoiles d'azur, accompagnée de trois croissant du deuxième. |
| Henri Jacques Guillaume Clarke, duc de Feltre (1765-1818) | 1816               |          |           | De gueules, à trois épées hautes en pal d'argent, montées d'or et rangées en fasce ; au chef des ducs de l'Empire brochant., |
| Pierre Riel, marquis de Beurnonville (1752-1821)          | 1816               |          |           | D'azur, au lion couronné d'or, armé et lampassé de gueules, la queue fourchée et passée en sautoir, tenant de la patte dextre une épée d'argent, garnie d'or., |
| Charles du Houx, marquis de Viomesnil (1734-1827)         | 1816               |          |           | D'azur aux trois bandes d'argent, accompagnées de quatre bilettes d'or posées en bande er rangées en barre. |
| Jacques Law, marquis de Lauriston (1768-1828)             | 1823               |          |           | D'hermine, à la bande de gueules, acc. de deux coqs d'azur., |
| Gabriel Jean Joseph, comte Molitor (1770-1849)            | 1823               |          |           | De gueules à un écusson en cœur d'argent à trois fasces d'azur flanqué des deux épées d'argent garnies d'or, celle en sénestre surmontée de cinq épis de blé cousus de sable, disposés en étoile et liés par la tige ; au canton des Comtes Militaires de l'Empire brochant. |

### Trois maréchaux créés parCharles X, entre 1827 et 1830
| Nom                                                            | Date de nomination                                              | Portrait | Armoiries | Blasonnement |
| -------------------------------------------------------------- | --------------------------------------------------------------- | -------- | --------- | --- |
|                                                                |                                                                 |          |           | |
| Louis Aloÿs de Hohenlohe-Waldenbourg-Bartenstein (1765-1829)   | 1827                                                            |          |           | Article détaillé : Louis Aloÿs de Hohenlohe-Waldenbourg-Bartenstein#Armoiries . [ 50 ] |
| Nicolas, marquis Maison (1771-1840)                            | 1829                                                            |          |           | Écartelé: au 1, d'azur, à l'épée haute en pal d'argent, garnie d'or; aux 2 et 3, d'azur, à la maison d'argent, ajourée et maçonnée de sable, girouettée d'or et surmontée en chef de trois étoiles d'argent; au 4, d'azur, au rocher d'argent, sommé d'un épervier essorant d'or, tenant dans son bec un anneau d'argent. |
| Louis Auguste Victor de Ghaisne, comte de Bourmont (1773-1846) | 1830 (Dernier maréchal à recevoir le bâton avec fleurs de lys). |          |           | Écartelé, aux 1 et 4 vairés d'or et d'azur, qui est de Ghaisne, au franc quartier de sable au chef d'argent, qui est Gand ; aux 2 et 3 fascés de vair et de gueules de six pièces, qui est Coucy. |

## La monarchie de Juillet

### Dix maréchaux sousLouis-PhilippeIer, de 1830 à 1848
| Nom                                                              | Date de nomination | Portrait | Armoiries | Blasonnement |
| ---------------------------------------------------------------- | ------------------ | -------- | --------- | --- |
|                                                                  |                    |          |           | |
| Étienne-Maurice, comte Gérard (1773-1852)                        | 1830               |          |           | Écartelé : aux 1 du quartier des comtes militaires de l'Empire ; au 2, de gueules, à une tête et col de cheval d'or; au 3, de gueules, au chevron, et au sabre, brochant en pal, ledit chevron surmonté de trois étoiles mal-ordonnées, le tout d'or ; au 4, d'azur, au lion d'argent. |
| Bertrand, comte Clauzel (1772-1842)                              | 1831 (30 juillet)  |          |           | Écartelé : au 1, d'azur, à trois étoiles mal-ordonnées d'argent; aux 2 et 3, d'azur, à deux chevrons d'or, acc. de trois mains dextres appaumées d'argent; au 4, d'or, à trois crabes de gueules, les tenailles en haut., |
| Emmanuel, marquis de Grouchy (1766-1847)                         | 1831               |          |           | D'or, fretté d'azur ; sur-le-tout d'argent, à trois trèfles de sinople. |
| Georges Mouton, comte de Lobau (1770-1838)                       | 1831               |          |           | Écartelé: au 1, d'azur, à une épée d'argent, garnie d'or; au 2, de gueules, à un mouton heurtant d'argent; au 3, de gueules, au pal d'or, ch. de trois chevrons de sable; au 4, d'azur, à un édifice carré-long à trois étages, d'argent, ouvert et ajouré de trois rangs de fenêtres de sable, mouvant du flanc, le toit embrasé de gueules, ledit édifice posé sur une terrasse de sinople sur laquelle ou voit à dextre une bombe allumée senestrée d'un boulet, tandis qu'une grenade allumée tombe à dextre de l'édifice. |
| Sylvain Charles, comte Valée (1773-1846)                         | 1837               |          |           | D’azur au pal d’argent accosté de 2 aigles affrontées d’or. |
| Horace, comte Sébastiani (1772-1851)                             | 1840               |          |           | De gueules à la porte de ville flanquée de deux tours (parfois donjonnées) crénelées et soutenues d’or, à la herse de sable, surmontée d’un comble, parti de deux traits, formant trois quartiers, le premier des comtes militaires de l’Empire, le deuxième de gueules au lion d’or, le troisième de sinople au croissant d’argent, les pointes à dextre embrassant un étoile du même. |
| Jean-Baptiste Drouet, comte d'Erlon (1765-1844)                  | 1843               |          |           | Écartelé: au 1, d'argent chargé du canton des comtes militaires à cinq trèfles d'azur, rangés autour en orle ; au 2, de gueules, au lion d'argent; au 3, de gueules, au chevron d'argent, acc. de trois étoiles du même ; au 4, d'argent cantonné en pointe à senestre d'azur à cinq trèfles d'azur, rangés autour en orle., |
| Thomas Bugeaud, marquis de la Piconnerie, duc d'Isly (1784-1849) | 1843               |          |           | Parti: au 1, d'azur, au chevron d'or, acc. en pointe d'une étoile du même, au chef de gueules, ch. de trois étoiles également d'or (Bugeaud de la Piconnerie) ; au 2, coupé : a. d'or à l'épée de sable, en pal; b. de sable au soc de charrue d'or, posé en bande. |
| Honoré, comte Reille (1775-1860)                                 | 1847               |          |           | De sinople au centaure passant d'argent, l'arc tendu du même et décochant une flèche d'or. |
| Guillaume Dode, vicomte de la Brunerie (1775-1851)               | 1847               |          |           | Ecartelé, au I, d'or à un dromadaire de sable ; au II, du quartier des Barons militaires de l'Empire ; au III, d'azur à un compas d'or ; au IV d'argent à trois croissants d'azur. |

## LaIIeRépublique

### Sept maréchaux sousLouis-Napoléon Bonaparte (Napoléon III), président de la République de 1848 à 1852
| Nom                                                       | Date de nomination | Portrait | Armoiries | Blasonnement |
| --------------------------------------------------------- | ------------------ | -------- | --------- | --- |
| Jérôme Bonaparte, ancien roi de Westphalie (1784-1860])   | 1850               |          |           | Il reprit ses armes de roi de Westphalie, et les posa sur deux batons de Marechal de France |
| Rémy Joseph Isidore, comte Exelmans (1775-1852)           | 1851               |          |           | Écartelé : au I, du quartier des Comtes militaires de l'Empire ; au II, d'argent, au cheval effaré de sable ; au III, parti d'azur, à la ruche d'or et d'azur à la croix d'or (La Croix de Ravignan) ; au IV, d'argent, à trois merlettes de sable.,                                                           |
| Jean Isidore, comte Harispe (1768-1855)                   | 1851               |          |           | D'azur, au cheval d'or, terrassé de sable, accompagné en chef de trois étoiles d'argent. |
| Jean-Baptiste, comte Vaillant (1790-1872)                 | 1851               |          |           | Écartelé: au 1, d'azur, à une épée d'argent, garnie d'or; au 2, de gueules, à une tour d'argent, ouverte et ajourée de sable; au 3, de gueules, à un croissant d'argent, surmonté d'une étoile du même; au 4, d'azur, à deux clés d'or, passées en sautoir. (en commémoration de l'expédition de Rome en 1849) |
| Achille Armand Jacques Le Roy de Saint-Arnaud (1798-1854) | 1852               |          |           | D'argent, au chevron de gueules, acc. en chef de deux étoiles d'azur et en pointe d'une merlette de sable. |
| Bernard Pierre Magnan (1791-1865)                         | 1852               |          |           | |
| Esprit Victor Boniface, marquis de Castellane (1788-1862) | 1852               |          |           | De gueules, à la tour donjonnée de trois pièces d'or, maçonnée de sable, celle du milieu plus élevée. |

## Le Second Empire

### Douze maréchaux sousNapoléon IIIempereur, de 1852 à 1870
| Nom                                                                       | Date de nomination | Portrait                      | Armoiries | Blasonnement |
| ------------------------------------------------------------------------- | ------------------ | ----------------------------- | --------- | --- |
| Achille, comte Baraguey d’Hilliers (1795-1878)                            | 1854               |                               |           | D'argent, à la bande de gueules, acc. en chef d'une merlette de sable, au chef d'azur, ch. de trois chausse-trapes d'argent. |
| Aimable Pélissier, duc de Malakoff (1794-1864)                            | 1855               |                               |           | Écartelé : au 1, d'azur, à une épée d'or; au 2, d'or, à un palmier de sinople; au 3, d'or, au lion de gueules, couronné du même; au 4, d'azur, à la croix alésée d'argent. Au chef de gueules, brochant sur l'écartelé et semé d'étoiles d'argent. Sur le tout d'argent à une couronne murale de sable, ch. sur le cercle du mot SEVASTOPOL en lettres d'or, et sommée de trois drapeaux flottants, anglais, français et piémontais |
| Jacques Louis César, comte Randon (1795-1871)                             | 1856               |                               |           | Dans l'église d'Hermaville (Pas-de-Calais) d'où était originaire l'épouse du maréchal, figurent sur un vitrail de l'église, sur les bâtons de maréchal, les armes du maréchal-comte Randon, qui étaient : écartelé au 1er d'azur à l'épée haute d'or (des comtes militaires de l'Empire, aux 2e et 3e d'hermine plain, au 4e d'azur à trois épis de blé tigés et feuillés d'or, rangés en fasce.                                    |
| François Certain Canrobert (1809-1895)                                    | 1856               | François Certain de Canrobert |           | D'azur, à une main dextre ouverte et appaumée d'argent. |
| Pierre Joseph François Bosquet (1810-1861)                                | 1856               |                               |           | |
| Patrice, comte de Mac Mahon, duc de Magenta (1808-1893)                   | 1859               |                               |           | D'argent, à trois lions léopardés de gueules, la tête contournée, armés et lampassés d'azur, l'un sur l'autre. Au chef de gueules, brochant sur l'écartelé et semé d'étoiles d'argent. |
| Auguste Michel Étienne, comte Regnault de Saint-Jean-d’Angély (1794-1870) | 1859               |                               |           | D'azur chargé en abîme d'un coq d'argent ayant la patte droite posée sur un 4 de sable, surmonté en chef d'une étoile d'argent ; bordure componée d'or et de sable de seize pièces., |
| Adolphe Niel (1802-1869)                                                  | 1859               |                               |           | D'azur, à un L d'or, surmonté d'un nid renfermant trois oiseaux d'argent. |
| Philippe Antoine, comte d’Ornano (1784-1863)                              | 1861               |                               |           | Coupé: au 1, parti: a) du quartier des comtes militaires de l'Empire ; b) d'hermine plain (alliés à la famille impériale) ; au 2, de gueules, à un griffon d'or., |
| Élie Frédéric Forey (1804-1872)                                           | 1863               |                               |           | |
| François Achille Bazaine (1811-1888)                                      | 1864               |                               |           | |
| Edmond Le Bœuf (1809-1888)                                                | 1870               |                               |           | |

## LaIIIeRépublique

### Trois maréchaux sousRaymond Poincaré, de 1913 à 1920
| Nom                         | Date de nomination                                                                                                 | Portrait | Armoiries | Blasonnement |
| --------------------------- | --- | -------- | --------- | --- |
| Joseph Joffre (1852-1931)   | 1916 |          |           | |
| Ferdinand Foch (1851-1929)  | 1918 (field marshal britannique (maréchal du Royaume-Uni en 1919) (Marszałek Polski (maréchal de Pologne) en 1923) |          |           | D'or à deux palmes posées en sautoir de sinople, nouées en pointe de gueules, accompagnées en cœur d'un écusson de gueules chargé de trois épées hautes d'argent, montées d'or, posées deux en sautoir, une en pal et chargées d'un globe, cerclé et croiseté d'or ; au chef d'azur chargé de sept étoiles d'or ordonnées 2, 3 et 2.[réf. à confirmer] |
| Philippe Pétain (1856-1951) | 1918 |          |           | La francisque, emblème personnel de Philippe Pétain, utilisée comme symbole officieux du régime de Vichy. Frappé d'indignité nationale il est déchu de cette distinction le 15 août 1945. |

### Cinq maréchaux sousAlexandre Millerand, de 1920 à 1924
| Nom                                  | Date de nomination      | Portrait | Armoiries | Blasonnement                                                                                     |
| ------------------------------------ | ----------------------- | -------- | --------- | ------------------------------------------------------------------------------------------------ |
| Joseph Gallieni (1849-1916)          | 1921 (à titre posthume) |          |           |                                                                                                  |
| Hubert Lyautey (1854-1934)           | 1921                    |          |           | D'azur à une foi d'or sommée d'un soleil du second et soutenus de trois cinquefeuilles d'argent. |
| Louis Franchet d'Espèrey (1856-1942) | 1921                    |          |           | D'azur à un pélican dans son aire d'argent, surmonté en chef d'un soleil rayonnant d'or.         |
| Émile Fayolle (1852-1928)            | 1921                    |          |           |                                                                                                  |
| Michel Maunoury (1847-1923)          | 1923 (à titre posthume) |          |           |                                                                                                  |

## LaIVeRépublique

### Trois maréchaux sousVincent Auriol, de 1947 à 1954
| Nom                                          | Date de nomination      | Portrait | Armoiries | Blasonnement |
| -------------------------------------------- | ----------------------- | --- | --------- | --- |
| Jean de Lattre de Tassigny (1889-1952)       | 1952 (à titre posthume) | |           | Armoiries familiales: D'azur à la fasce d'or accompagnée en chef de trois étoiles et en pointe de trois canes toutes d'argent et posées en fasce. |
| Jean de Lattre de Tassigny (1889-1952)       | 1952 (à titre posthume) | Il utilise: Parti de gueules et de sinople à la masse d’armes d’or posée en barre brochant sur le tout (armes de Colmar et de l'armée Rhin et Danube). |           | |
| Philippe Leclerc de Hauteclocque (1902-1947) | 1952 (à titre posthume) | |           | D'argent à la croix de gueules chargée de cinq coquilles d'or.                                                                                    |
| Alphonse Juin (1888-1967)                    | 1952                    | |           | |

## LaVeRépublique

### Un maréchal sousFrançois Mitterrand, de 1981 à 1995
| Nom                            | Date de nomination      | Portrait | Armoiries | Blasonnement |
| ------------------------------ | ----------------------- | -------- | --------- | ------------ |
| Marie-Pierre Kœnig (1898-1970) | 1984 (à titre posthume) |          |           |              |